# 233 a. C.
El 233 a. C. es un año del calendario romano prejuliano. En el Imperio romano se conocía como el año 521 ab urbe condita.

## Acontecimientos
- Consulados de Quinto Fabio Máximo Verrucoso y Manio Pomponio Matón en la Antigua Roma.[1]
- Atenas y Egina entraron en la Liga aquea.
- Arato de Sición es vencido en Filaquia, cerca de Tegea, por uno de los generales de Demetrio II de Macedonia.
- En China, suicidio del legislador Han Feizi, acusado de traición.

## Fallecimientos
- Han Feizi, filósofo chino.